# Terry David Mulligan
Terry David Mulling (30 de junio de 1942) es un actor canadiense y personalidad de televisión y radio de Vancouver, Columbia Británica.
Mulligan trabajó como DJ de radio durante 20 años, y luego se unió a Good Rockin' Tonite. Dejó CBC en 1985 para convertirse en VJ y productor para MuchMusic.
Apareció en The Accused, The X-Files, Robson Arms, Hard Core Logo y Fantastic Four. 
Tiene cuatro hijos, Mindy, Sean, Fynn y Kate, y dos nietos, Kyle y Taleigha. Ha estado casado desde 1977, con Meg.